# Jabłonowo (district Olecko)
Jabłonowo (Duits: Neuendorf) is een plaats in het Poolse woiwodschap Ermland-Mazurië, in het district Olecko. De plaats maakt deel uit van de landgemeente Kowale Oleckie. In 2011 woonden er 106 mensen.

## Sport en recreatie
Door deze plaats loopt de Europese wandelroute E11. De E11 loopt van Den Haag naar het oosten, naar de grens Polen/Litouwen. Ter plaatse komt de route van het zuiden van Czerwony Dwór en vervolgt in noordoostelijke richting naar Golubie Wężewskie.